# Comuna Piscu Lung, Ocna
Piscu Lung (în ucraineană Довжанка, transliterat: Dovjanka) este o comună în raionul Ocna Roșie, regiunea Odesa, Ucraina, formată din satele Artîrivka, Haloci, Ilia, Odaia și Piscu Lung (reședința).

## Demografie
Componența lingvistică a comunei Piscu Lung
     Ucraineană (89,11%)
     Română (8,27%)
     Rusă (2,31%)
     Alte limbi (0,24%)
Conform recensământului din 2001, majoritatea populației comunei Piscu Lung era vorbitoare de ucraineană (89,11%), existând în minoritate și vorbitori de română (8,27%) și rusă (2,31%).